# Jakob Reinert
Jakob Reinert (* 17. Juli 1912; † 19. Januar 2002) war ein deutscher Botaniker und Hochschullehrer.

## Leben
Reinert war von 1961 bis 1979 Direktor des Instituts für Pflanzenphysiologie und Mikrobiologie der Freien Universität Berlin.
Er forschte bereits in den 1950er-Jahren in Deutschland mit pflanzlichen Zellkulturen und war einer der Wegbereiter der Untersuchung der Embryogenese in Gewebekulturen. Er entwickelte und etablierte Techniken, die erstmals die Regeneration einer Pflanze aus einer Zelle ermöglichten. 1961 wurde er als Direktor des Instituts für Pflanzenphysiologie der Freien Universität Berlin berufen und verschaffte dem Institut internationale Bedeutung.  Er war von 1968 bis 1984 Mitherausgeber der Zeitschrift Protoplasma und international anerkannter Wissenschaftler.
Jakob Reinert wurde auf dem St.-Annen-Kirchhof in Berlin-Dahlem beigesetzt.

## Schriften
- Die Einwirkung chemischer Wirkstoffe auf die Entwicklung von Nephrodium Filix mas. Köln, Phil. F., Dissertation v. 18. Dez. 1948.
- Über die Wirkung von Riboflavin und Carotin beim Phototropismus von Avenakoleoptilen und bei anderen pflanzlichen Lichtreizreaktionen. Tübingen, Univ., Habilitations-Schrift, 1953.
- Über die Kontrolle der Morphogenese und die Induktion von Adventivembryonen an Gewebekulturen aus Karotten.  Planta 53,  318-333, 1959.
- J. Reinert et al.: Faktoren der Embryogenese in Gewebekulturen aus Umbelliferen. Planta 68, 375-378, 1966.
- Zs. mit D. Backs: Control of totipotency in plant cells growing in vitro. Nature 220,  1340-1341, 1968.
- Extracellular and intracellular chemical environments in relation to embryogenesis in vitro. in: Protoplasma 68, 157-173, 1969.
- Zs. mit H. Ursprung: Origin and Continuity of Cell Organelles. Berlin 1971, ISBN 3-540-05239-9.
- Zs. mit Y.P.S. Bajaj: Applied and Fundamental Aspects of Plant Cell, Tissue, and Organ Culture, 1977, ISBN 3-540-07677-8.
- Zs. mit H. Ursprung: Origin and Continuity of Cell Organelles. Berlin 1971, ISBN 3-540-05239-9.
- Chloroplasts. Berlin 1980, ISBN 0-387-10082-2.
- Zs. mit M.M. Yeoman: Plant Cell and Tissue Culture. 1982, ISBN 3-540-11316-9.